# Fastback

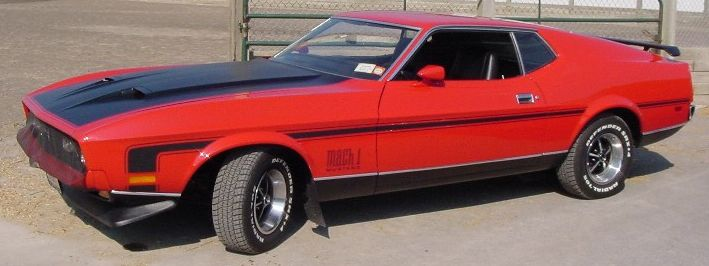
1972 Ford Mustang Mach 1 Fastback

Fastback är en typ av bilkaross där bakluckans linjer är en fortsättning av bakrutans lutning, till skillnad från mer konventionella sedankarosser (notchback) där bagageutrymmet snarare är en utbyggnad bakom bakrutan.
Fastbackkarosser blev populära under 1940-talet, exempel på sådana är till exempel Chevrolet Fleetline, men även de svenska bilarna Volvo PV och Saab 92. Under 1950-talet minskade populariteten för att återigen öka på 1960-talet, där Ford Mustang får anses vara ett klassiskt exempel.
Under 1970-talet fortsatte karossformen att vara populär, men i och med att det blev vanligt med bilar av halvkombi-typ så är många av dessa snarare av typen hatchback, vars popularitet hållit i sig sedan dess.